# Institutul de Studii Istorice și Social-Politice
Institutul de Studii Istorice și Social-Politice (ISISP) a fost un institut din România înființat în anul 1951 cu scopul declarat de a scrie istoria mișcării muncitorești și a partidului comunist.
Institutul era subordonat Secției de Agitație și Propagandă a CC al Partidului Comunist Român.
De la înființare până în 1966 s-a numit Institutul de Istorie a Partidului.
Primul director a fost Constantin Pârvulescu, iar din 1961 și până în 1989, funcția de director al institutului a fost ocupată de Ion Popescu-Puțuri.
A fost desființat prin Hotărârea de Guvern numărul 136 din 12 februarie 1990.